# Skeleton-Europameisterschaft 2004

## Frauen
| Platz | Sportler                 | 1. Lauf | 2. Lauf                            | Gesamt                             |
| ----- | ------------------------ | ------- | ---------------------------------- | ---------------------------------- |
| 1     | Diana Sartor             | 1:00.95 | 1:01.49                            | 2:02.45                            |
| 2     | Kerstin Jürgens          | 1:01.21 | 1:01.70                            | 2:02.91                            |
| 3     | Steffi Jacob             | 1:01.14 | 1:02.19                            | 2:03.33                            |
| 4     | Monique Riekewald        | 1:01.82 | 1:02.07                            | 2:03.89                            |
| 5     | Tanja Morel              | 1:01.71 | 1:02.48                            | 2:04.19                            |
| 6     | Dany Locati              | 1:02.20 | 1:02.11                            | 2:04.31                            |
| 7     | Judith Huber             | 1:02.10 | 1:02.60                            | 2:04.70                            |
| 8     | Desiree Bjerke           | 1:02.32 | 1:02.68                            | 2:05.00                            |
| 9     | Kathrin Huber            | 1:02.82 | 1:02.91                            | 2:05.73                            |
| 10    | Alexandra Grünberger     | 1:03.66 | 1:04.45                            | 2:08.11                            |
| 11    | Anna Schewzowa           | 1:04.61 | nicht für den 2. Lauf qualifiziert | nicht für den 2. Lauf qualifiziert |
| 12    | Tea Karvinen             | 1:05.41 | nicht für den 2. Lauf qualifiziert | nicht für den 2. Lauf qualifiziert |
| 13    | Ludmila Klak             | 1:05.43 | nicht für den 2. Lauf qualifiziert | nicht für den 2. Lauf qualifiziert |
| 14    | Michella Wichmann-Moller | 1:05.61 | nicht für den 2. Lauf qualifiziert | nicht für den 2. Lauf qualifiziert |

## Männer
| Platz | Sportler                | 1. Lauf | 2. Lauf | Gesamt  |
| ----- | ----------------------- | ------- | ------- | ------- |
| 1     | Kristan Bromley         | 058.48  | 059.18  | 1:57.66 |
| 2     | Gregor Stähli           | 059.15  | 059.54  | 1:58.63 |
| 3     | Frank Kleber            | 059.18  | 1:00.08 | 1:59.26 |
| 4     | Dirk Matschenz          | 059.76  | 059.54  | 1:59.30 |
| 5     | Florian Grassl          | 059.76  | 059.79  | 1:59.56 |
| 6     | Martin Rettl            | 1:00.21 | 059.79  | 2:00.00 |
| 7     | Phillippe Cavoret       | 059.72  | 1:00.28 | 2:00.00 |
| 8     | Konstantin Aladaschwili | 1:00.20 | 059.92  | 2:00.12 |
| 9     | Matthias Biedermann     | 1:00.10 | 1:00.10 | 2:00.20 |
| 10    | Walter Stern            | 1:00.50 | 1:00.39 | 2:00.89 |
| 11    | Markus Penz             | 1:00.11 | 1:00.80 | 2:00.91 |
| 12    | Tomass Dukurs           | 1:00.31 | 1:00.80 | 2:01.11 |
| 13    | Adam Pengilly           | 1:00.62 | 1:00.71 | 2:01.33 |
| 14    | Grégory Saint-Géniès    | 1:00.38 | 1:01.13 | 2:01.51 |
| 15    | Greg Kirk               | 1:01.16 |         |         |
| 16    | Sergei Tschudinow       | 1:01.24 |         |         |
| 17    | Eric Gaulin             | 1:01.51 |         |         |
| 18    | Maurizio Oioli          | 1:01.67 |         |         |
| 19    | Peter van Wees          | 1:01.82 |         |         |
| 20    | Pascal Oswald           | 1:02.12 |         |         |
| 21    | Martin Kvapil           | 1:02.19 |         |         |

## Medaillenspiegel
| Platz | Nation                 | Gold | Silber | Bronze |
| ----- | ---------------------- | ---- | ------ | ------ |
| 1     | Deutschland            | 1    | 1      | 2      |
| 2     | Vereinigtes Königreich | 1    | —      | —      |
| 3     | Schweiz                | —    | 1      | —      |